# Jangō Simulation Mahjong-dō 64
Jangō Simulation Mahjong Dō 64 (títol en japonès: 雀豪シミュレーション麻雀道64) és un videojoc de mahjong per la Nintendo 64 llançat només al Japó el 1997.